# یوزف اوریدیل
یوزف اوریدیل (انگلیسی: Josef Uridil; ۲۴ دسامبر ۱۸۹۵ – ۲۰ مهٔ ۱۹۶۲) بازیکن فوتبال اهل اتریش بود.
از باشگاه‌هایی که در آن بازی کرده‌است می‌توان به باشگاه فوتبال راپید وین، و باشگاه فوتبال راپید وین، و باشگاه فوتبال باری اشاره کرد.
وی همچنین در تیم ملی فوتبال اتریش بازی کرده‌است.